# مارینا گارسیا پولو
مارینا گارسیا پولو (اسپانیایی: Marina García Polo‎؛ زادهٔ ۵ دسامبر ۲۰۰۴) شناگر شنای موزون اهل اسپانیا است.
وی در مسابقات کشوری و بین‌المللی در مجموع برندهٔ ۱ مدال برنز شده است.